# فرنسيسكو نافاس
فرنسيسكو نافاس (بالإنجليزية: Francisco Navas)‏ (17 نوفمبر 1991 في الولايات المتحدة - ) هو لاعب كرة قدم أمريكي في مركز الوسط. شارك مع منتخب الولايات المتحدة تحت 20 سنة لكرة القدم. أما مع النوادي، فقد لعب مع ديبورتيفو كالي وهيوستن دينامو ونادي يونياوتيونوما وأتليتيكو بوكارامانغا.

## وصلات خارجية
- فرنسيسكو نافاس على موقع الدوري الأمريكي (الإنجليزية)
- فرنسيسكو نافاس على موقع قاعدة بيانات كرة القدم.إي يو (الإنجليزية)